# پنیرک معمولی
پنیرک معمولی (نام علمی: Malva neglecta) نام یک گونه از سرده پنیرک است.